# ピエール・アンリ
ピエール・アンリ（Pierre Henry、1927年12月9日 - 2017年7月5日）は、フランスの現代音楽の作曲家。ピエール・シェフェールとともに、電子音楽の一分野であるミュジーク・コンクレートの先駆者と見なされている。
10歳でパリ国立高等音楽院に入学し、パーカッションクラスとエクリチュールクラスに在籍。ナディア・ブーランジェに作曲を、オリヴィエ・メシアンに和声を、フェリックス・パッセロヌにピアノとパーカッションを師事した。1949年から1958年まで、フランス国営放送局にシェフェールが併設した「クラブ・デセー」に務める。1950年にシェフェールと『ひとりの男のための交響曲 (Symphonie pour un homme seul)』を共作、これは後にモーリス・ベジャールの振付けでバレエ音楽に使われた。このミュジック・コンクレートの処女作は、1952年の短編映画『占星術または生の鏡 (Astrologie ou le miroir de la vie)』にも使われている。アンリはほかにも数々の映画音楽やバレエ音楽を手懸けている。アンリの作品の中で最も有名なのは、1967年の実験的なアルバム『現在のためのミサ (Messe pour le temps présent)』であり、その収録曲のいくつかにモーリス・ベジャールが振付けた。
アンリの作品は現代の大衆文化に影響を与えており、テレビ番組『フューチュラマ』のテーマ曲は、アンリの「Psyché Rock」に触発されている。
1969年には、イギリスのロック・バンド、スプーキー・トゥースとの共演盤『セレモニー』を発表。
2017年7月5日死去。89歳没。

## 主な作品
- 1950年 Symphonie pour un homme seul (ピエール・シェフェールとのコラボレーション)
- 1951年 Le microphone bien temperé
- 1952年 First film music with musique concrète (ジャン・グレミヨン監督の映画『Astrologie』のための音楽)
- 1953年 Orphée 53 (ドナウエッシンゲン音楽祭のための実験オペラ。ミュジーク・コンクレートによる最初の舞台作品。ピエール・シェフェールとのコラボレーション)
- 1955年 Arcane (バレエ音楽)
- 1956年 Haut voltage (バレエ音楽)
- 1958年 Coexistence
- 1959年 Investigations
- 1961年 La Noire à Soixante
- 1963年 La Reine Verte (バレエ音楽)
- 1967年 Messe pour le temps présent ※ミシェル・コロンビエとのコラボレーション
- 1971年 Nijinsky, clown de dieu (バレエ音楽)
- 1973年 Kyldex I (サイバネティック・バレエ音楽)
- 1975年 Futuriste (イタリアのフルート奏者ルイージ・ルッソロに捧げた作品)
- 1979年 La Dixième Symphonie (ルートヴィヒ・ヴァン・ベートーヴェンへのトリビュート)

## ディスコグラフィ

### リーダー・アルバム
- Le voyage (1962年、Limelight Records)
- Variations pour une porte et un soupir (Variations For a Door And a Sigh) (1963年、Limelight Records)
- L’Apocalypse de Jean (1968年)
- 『セレモニー』 - Ceremony (1969年) ※with スプーキー・トゥース、旧邦題『現代音楽の領域』
- Machine Danse (1973年)
- La Dixième Symphonie De Beethoven (1986年)
- Le livre des morts égyptien (1990年) ※死者の書 (古代エジプト)がテーマ
- 『現代のためのミサ』 - Messe pour le temps présent (1997年)
- Interieur/Exterrieur (1997年)
- Choix d'oeuvres de 1950–1985 (2015年) ※コンピレーション